# 曾詩淳
曾詩淳為台灣女性配音員。

## 人物介紹
- 聲線屬於高音類型，主要飾演少女及小女孩角色。

## 配音作品
- 以下皆為國語配音。

### 日本動畫
2013年
- 《LINE OFFLINE 上班族》：兔兔、莎莉

2014年
- 《LINE TOWN 麻吉樂園》：兔兔、莎莉

### 日本電影
2013年
- 《豪快者 護星者 超級戰隊199英雄大決戰》：繪里、胡堂小梅

2015年
- 《要聽神明的話》：田岡由實、小・俄羅斯娃娃

### 歐美電影
2005年
- 《魔法保姆麥克菲》：朵拉·布朗

### 歐美動畫
2006年
- 《魔法小武士》：小陰

2010年
- 《小鬼大神探》：梅根·克拉克
- 《冒險王奇克》：貝安娜·巴斯基、巴斯基太太、莫納斯太太、賈姬·威克曼、肯黛爾·柏金、阿茂、提娜·桑潭絲

2016年
- 《小獅王守護隊》：賈西莉、馬奇妮、多戈、瑪托托、史瓦拉、倫巴倫巴、拉妮

2017年
- 《艾蓮娜公主》：阿瑪拉、奧莉薇亞、富美子

2018年
- 《新唐老鴨俱樂部》：薇比、比吉 ※兼該作聲音導演
- 《大英雄天團》：卡蜜、妮妮、莫瑪信任、翠娜

### 歐美動畫電影
2007年
- 《未來小子》：莉茲

2008年
- 《瓦力》：伊芙
- 《奇妙仙子》：花園仙子

2009年
- 《奇妙仙子與失落的寶藏》：花園仙子

2010年
- 《公主與青蛙》：艾樂兒
- 《小鬼大神探》：梅根·克拉克
- 《奇妙仙子拯救精靈大作戰》：花園仙子、麗茲（小女孩）

2011年
- 《奇妙仙子：空心遊戲》：花園仙子

2012年
- 《無敵破壞王》：雲妮露·凡史威茲
- 《奇妙仙子：翅膀的秘密》：花園仙子

2014年
- 《奇妙仙子：海盜仙子》：花園仙子

2015年
- 《腦筋急轉彎》：雜角
- 《奇妙仙子與野獸傳說》：花園仙子
- 《冰雪奇缘：生日惊喜》：安娜（講話）

2016年
- 《動物方城市》：茱蒂(幼年)
- 《海底總動員2：多莉去哪兒？》：※兼歌詞翻譯

2017年
- 《海洋奇緣》：莫娜
- 《可可夜總會》：可可（幼年）
- 《冰雪奇緣：雪寶的佳節冒險》：安娜（講話）

2018年
- 《無敵破壞王2：網路大暴走》：雲妮露·凡史威茲、安娜（講話）、莫娜 ※兼本作填詞

2019年
- 《獅子王》(2019) ※兼部份配唱。
- 《冰雪奇緣2》：安娜（講話）

## 填詞
- 《魔髮奇緣》
- 《勇敢傳說》
- 《腦筋急轉彎》